# Бураєв Марат Миколайович
Марат Миколайович Бураєв (рос. Марат Николаевич Бураев; нар. 22 жовтня 1995) — російський футболіст, півзахисник білоруського «Слуцька».

## Життєпис
Вихованець владикавказької школи «Юність» та академії «Краснодара». У 2013 році грав за аматорський клуб «Краснодар-3», далі грав за «Будівельник» (Руське). У 2015 році виїхав до окупованого Криму, де підписав контракт з фейковим «Беркутом» Армянськ. У січні 2016 року побував на перегляді в білоруському «Німані». В осінній частині сезону 2016/17 т. зв. «прем'єр-ліги КФС» захищав кольори феодосійської «Кафи». Наприкінці лютого 2017 року перебрався до фейкового «Севастополя». Після чого повернувся до Владикавказу, де грав за «Спартак». Наприкінці лютого 2018 року підписав 1-річний контракт з вірменським клубом «Пюнік». По ходу сезону 2019 року перебрався в «Арцах», але листопаді того ж року залишив клуб. У лютому 2019 року перейшов у «Кримтеплицю».